# Loomis (Dakota Południowa)
Loomis – jednostka osadnicza w Stanach Zjednoczonych, w stanie Dakota Południowa, w hrabstwie Brown.